# Ernst Wilhelm von Brücke
Ernst Wilhelm Ritter von Brücke (født 6. juni 1819 i Berlin, død 7. januar 1892 i Wien) var en tysk læge. 
Von Brücke studerede medicin i Berlin og Heidelberg. Han blev 1842 Dr. med., 1844 privatdocent i fysiologi i Berlin, men var allerede året før blevet assistent ved det under Johannes Müllers ledelse stående museum for sammenlignende anatomi. 
1846 blev von Brücke tillige lærer i anatomi ved Berlins kunstakademi, 1848 ekstraordinær professor i fysiologi i Königsberg og 1849 professor i fysiologi og histologi i Wien. 
Von Brücke har leveret meget værdifulde afhandlinger over mange forskellige emner i fysiologien og plantefysiologien. Han har beskæftiget sig med morfologi, fysiologisk kemi, optik, nervers og musklers fysiologi, blodets
og fordøjelsens fysiologi, sprogets fysiologi, "følsomme" planters bevægelser. 
Særlig banebrydende har hans afhandlinger om cellernes væsen (Elementar-Organismen, 1861) været og hans studier over sprogene samt på rent plantefysiologisk område hans klassiske arbejde over mimosen (1848). I sin afhandling, Grundzüge der Physiologie und Systematik der Sprachlaute für Linguisten und Taubstummenlehrer (1856, 2. oplag 1876), analyserede han de forskellige lyde i de europæiske og orientalske sprog og søgte at påvise, hvorledes de fremkom.
I en senere afhandling, »Neue Methode der phonetischen
Transscription« (1863), demonstrerede han, hvorledes man
var i stand til at nedskrive ord på en sådan
måde, at udtalen deraf kunne udfindes selv af
en, der ikke kendte sproget. Men ingen af alle
von Brücke afhandlinger har dog fået den betydning som hans
studier over den fysiologiske optik, idet de førte til
Helmholz’ opfindelse af øjenspejlet,
hvorved man blev i stand til at undersøge det
levende øjes indre med lige så stor nøjagtighed
eller rettere med endnu større nøjagtighed end
det udtagnes. Denne opfindelse førte til en hel
revolution i oftalmologien (lægevidenskabeligt studie i øjensygdomme) og førte dette
medicinske speciale et umådeligt skridt fremad. Von Brücke har
skrevet et overordentligt stort antal afhandlinger , og hans
værker er alle meget værdifulde. Han vandt
stor anerkendelse, blev medlem af en masse
lærde selskaber, æresdoktor, livsvarigt medlem
af det østrigske Herrehus og optaget i den
østrigske adelsstand. Han optrådte også som æstetisk
forfatter. 